# Mariken Halle
Mariken Halle, född 1982 i Oslo, är en norsk regissör, manusförfattare och filmproducent.
Halle utbildade sig vid Filmhögskolan i Göteborg, varifrån hon utexaminerades 2010. Hon debuterade 2010 med kortfilmen Kanske i morgon, vilken följdes av No Sex Just Understand 2011 som belönades med Filmkajan på Uppsala kortfilmsfestival och Guldbaggenominerades.

## Filmografi
- 2010 – Kanske i morgon
- 2011 – No Sex Just Understand
- 2012 – Världen väntar
- 2014 – Lgh + bil + allt jag har och äger - producent